# Feniks (nagroda SWK)

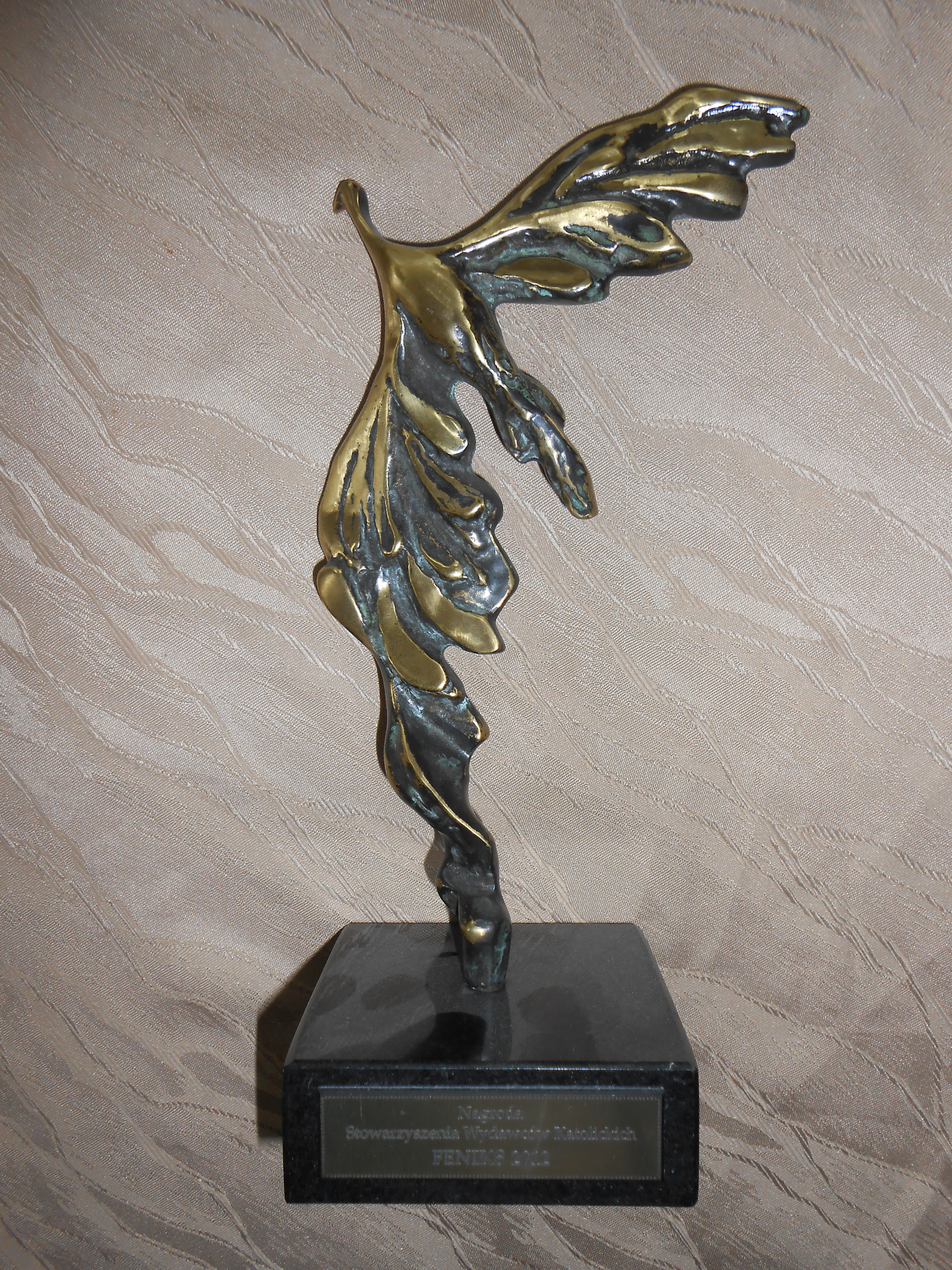
Statuetka Feniksa

Feniks – doroczna nagroda Stowarzyszenia Wydawców Katolickich, mająca za cel promowanie i wyróżnienie wartościowych publikacji, które traktują o katolicyzmie lub przez swą wymowę pozytywnie ukazują wartości chrześcijańskie. Nagroda jest przyznawana nieprzerwanie od 1999 roku.
Nagrody i wyróżnienia przyznawane w 10 kategoriach: serii wydawniczej, literackiej, nauk kościelnych, albumów i edytorskiej, publikacji dla dzieci, publikacji dla młodzieży, książki autora zagranicznego, tłumacza, publicystyki religijnej, multimedialnej.
Wyróżnieni otrzymują dyplomy honorowe, a zwycięzcy w poszczególnych kategoriach specjalne statuetki Feniksa. Wyniki konkursu ogłaszane są podczas odbywających się wiosną w Warszawie Targów Wydawców Katolickich (w 2007 miały miejsce już XIII Targi SWK).
Równolegle przyznawana jest nagroda „Małego Feniksa”, którą Stowarzyszenie Wydawców Katolickich honoruje dziennikarzy.

## Laureaci Złotego Feniksa
- 2023: Kardynał Gerhard Ludwig Müller
- 2022: ks. prof. Roman Bartnicki[2]
- 2021: ks. prof. Jerzy Szymik
- 2020: ks. abp prof. Marek Jędraszewski
- 2019: ks. prof. Czesław Bartnik
- 2018: prof. Andrzej Nowak
- 2017: dr Stanisław Grygiel i mgr Ludmiła Grygiel
- 2016: prof. Leszek Mądzik
- 2015: o. prof. Bazyli Degórski OSPPE
- 2014: ks. prof. Tadeusz Ślipko SJ
- 2013: dr Wanda Półtawska i prof. Andrzej Półtawski
- 2012: ks. prof. Józef Kudasiewicz
- 2011: s. prof. Zofia Zdybicka
- 2010: ks. prof. Michał Heller
- 2009: o. Leon Knabit
- 2008: o. Jan Andrzej Kłoczowski OP
- 2007: ks. prof. Marek Starowieyski
- 2006: prof. Anna Świderkówna
- 2005: ks. bp prof. Kazimierz Romaniuk
- 2004: o. Jacek Salij OP
- 2003: prof. Irena Sułkowska-Kuraś i prof. Stanisław Kuraś
- 2002: o. prof. Albert Krąpiec OP
- 2001: prof. Stefan Świeżawski
- 2000: Biblia w przekładzie księdza Jakuba Wujka z 1599 r.
- 1999: ks. Jan Twardowski